# Борислав Станковић
Борислав Бора Станковић (Бихаћ, 9. јул 1925 — Београд, 20. март 2020) био је српски кошаркаш и тренер, као и дугогодишњи генерални секретар Међународне кошаркашке федерације, а након тога и њен почасни секретар.

## Биографија
Рођен је 9. јула 1925. у Бихаћу, Краљевина СХС, где је живео до треће године, а онда се с родитељима преселио у Нови Сад, због њиховог запослења. Иако постоји разлика у једном слову, име је добио по једном од најзначајнијих представника српског реализма, писцу Борисаву Станковићу. Његова мајка Марија Соудил, правница из успешне породице из Брна (Моравска), живела је у Бихаћу (тада под Аустроугарском монархијом) после емиграције свог оца. Будућег супруга Василија Станковића, адвоката из Новог Сада, упознала је док су студирали у Загребу.
Бора Станковић је у Новом Саду живео у Змај Јовиној улици и похађао је гимназију „Јован Јовановић Змај”, која се у то време звала „Државна мушка реална гимназија краља Александра I”. Априла 1941. године, због окупације од мађарских фашиста, Станковићи су били приморани на то да се сместе у Лединцима, родном месту његовог оца Василија, а иста судбина их је задесила после шест месеци, када су Срем окупирале усташе. Након тога своје коначно уточиште проналазе у Београду.
Током Другог светског рата за време окупације као омладинац био је члан равногорског покрета Драже Михаиловића у Београду. Припадао је Штабу 501 у којем су били и његови пријатељи Александар Николић, Рајко Митић и Љубиша Броћић. Сви су они били под командом мајора Жарка Тодоровића Валтера. Крајем рата, када је Бори Станковићу било деветнаест година, Црвена армија га је заробила заједно с оцем који као присталица Драже Михаиловића није могао да избегне најгору могућу судбину.
„Мог оца је погубио ватрени одред, 5. јануара 1945. Провели смо заједно у затвору новембар и децембар 1944. Мајка је користила сваки тренутак да нас обиђе. Отац и ја смо се виђали сваког дана. Кад су ме ослобађали, загрлили смо се свом снагом. Био је то дуг и тих загрљај. Тада сам га видео последњи пут. Неколико дана касније погубљен је и бачен у обичну раку. Чак и данас не знам где је сахрањен јер његово тело, као и многа друга, није никада нађено.“— Бора Станковић
Дипломирао је ветерину на Београдском универзитету. Као инспектор је радио 11 година у општини Палилула.
Био је у браку са Мирославом Стефановић, рођеном сестром његовог друга и колеге Мије Стефановића. И она је била кошаркашица, играла је за Црвену звезду док није повредила колено, а онда је прешла на пливање. Венчали су се 1949. а брак у коме су добили ћерку Љиљану, трајао је све до Мирославине смрти, октобра 2005. Иза њих су остале две унуке и двоје праунука.
Преминуо је 20. марта 2020. године у Београду. Сахрањен је три дана касније на београдском Новом гробљу.

## Спортска каријера
Први спорт му је био тенис, у којем је као средњошколац у Новом Саду стигао до полуфинала државног првенства у том узрасту. Под окупацијом је силом прилика прешао на стони тенис и био првак Београда 1943. и 1946.
Био је један од оснивача КК Црвена звезда. Играо је за њену прву, најтрофејнију генерацију (1946–1948) и с њом освојио три првенства (1946, 1947, 1948). Затим је играо и за Железничар (1949–1950) и Партизан (1950–1953). Са репрезентацијом Југославије је учествовао на првом Светском првенству 1950. у Буенос Ајресу и као и на Европском шампионату 1953. у Москви. Укупно је за национални тим од 1948. до 1953. године одиграо 36 утакмица.
Најбоље године тренерске каријере је провео у екипи БСК, односно ОКК Београд. Са њим на клупи овај клуб је од малог клуба који се такмичио у регионалним лигама, израстао у вишеструког државног шампиона. Бора је са ОКК Београдом три пута био првак Југославије: 1958, 1960 и 1964. године, а 1963. године, ОКК је био првак државе под водством професора Аце Николића. Такође је са овим клубом три пута стизао до полуфинала Купа шампиона. Радећи у овом клубу Станковић је селектирао и створио шампионску генерацију, предвођену Радивојем Кораћем.
Од 1966. до 1969. године је водио Канту (тада под спонзорским именом Орансода Канту) и са њима је постао први страни тренер освајач првенства Италије (1968).
Од 1954. Станковић је био председник Такмичарске комисије Кошаркашког савеза Југославије, а потом од 1956. до 1966. генерални секретар. На месту генералног секретара Међународне кошаркашке федерације налазио се од 1976. до 2002. Његов боравак на овој функцији обележиле су бројне промене (уведена линија за три поена, промењена је димензија терена, време је почело да се рачуна по четвртинама, а не по полувременима као до тада...) али се као највеће достигнуће води укључивање америчких професионалаца (НБА играча) у међународну кошарку на Олимпијске игре 1992.
За време Олимпијских игара 1988. у Сеулу изабран је за члана Међународног олимпијског комитета (МОК), на предлог тадашњег председника МОК Хуана Антонија Самарана. Једно у низу великих светских признања добио је на стоти рођендан кошарке 1991 године, када је уврштен у Нејсмитову “Kућу славних” у Спрингфилду (Масачусетс, САД). За време Европског првенства 2007, у мадридском предграђу Алкобендасу, примљен је у ФИБА „Кућу славних“ (данас се налази у Женеви), која је тада и отворена. Одликован је десетинама домаћих и међународних признања. Поред осталог, француским Орденом Легије части, Орденом МОК, Наградом „Светски спортски лидер“ Спортске академије САД, Октобарском наградом града Београда...

## Административна каријера
Домаћа спортска администрација
- 1953-1966: члан Председништва Кошаркашког савеза Југославије.
- 1956-1966: генерални секретар КСЈ.
- 1988-2005: члан Олимпијског комитета Југославије.

Међународна кошаркашка администрација
- 1958: изабран за члана комисије ФИБА за еврокупове.
- 1960: на предлог генералног секретара ФИБА Вилијама Џонса постављен за његовог помоћника.
- 1972: заменик генералног секретара ФИБА.

По овлашћењу генералног секретар ФИБА био задужен за организацију кошаркашких турнира на Олимпијским играма у Мексико Ситију, Минхену и Монтреалу, за Светска првенства за кошаркашице 1971. и 1975, као и за неколико европских шампионата.
- 1976: постављен за генералног секретара ФИБА.
- 1976-2002: одговоран за сва званична ФИБА такмичења.
- 1987: заједно са Америчком кошаркашком асоцијацијом (НБА) организовао први „отворени“ турнир, чији је домаћин био Милвоки (САД), који је угостио репрезентацију Совјетског Савеза и екипу миланског Трејсера.

Међународна спортска администрација
- Од 1980: члан Борда поверења Најсмитове „Куће славних“.
- 1981-1983: члан прес-комисије МОК.
- 1982-93: генерални секретар Удружења летњих олимпијских међународних федерација (АСОИФ).
- Од 1982: члан Комисије за олимпијски покрет МОК.
- Од 1982: члан Борда Комисије за олимпијски покрет МОК.
- 1988-2005: члан МОК.
- 1988-92: члан Координационе комисије за 25. летње Олимпијске игре 1992.
- 1990-1994: члан Комисије за припрему 12. Конгреса МОК, у Паризу 1994. (стогодишњица од првог Конгреса).
- 1991: уврштен у Најсмитову „Кућу славних“.
- 1992: члан Комисије за олимпијске програме МОК.
- 1992-93: члан Истражне комисије за 27. Олимпијске игре 2000.
- 1992-96: члан Координационе комисије за 26. Олимпијске игре 1996.
- 1994-96: члан Студијске комисије за Стогодишњицу олимпијског конгреса, у Паризу, 1994.
- 1996: члан Женске и Спортске радне групе.
- 1998: члан Извршног комитета Медитеранских игара.
- 1999: члан Координационе комисије за 28. Олимпијске игре, у Атини, 2004.

## Признања
- 1974: Октобарска награда града Београда за заслуге у спорту.
- 1983: „Светски спортски лидер“, признање које додељује Америчка спортска академија за развој међународног спорта.
- 1983: Орден заслуга за кошарку Кошаркашког савеза Венецуеле.
- 1985: Олимпијски орден, који му је доделио председник МОК Хуан Антонио Самаран.
- 1986: Повеља за помоћ и сарадњу Кошаркашког савеза Обале Слоноваче.
- 1987: Орден заслуга СР Немачке.
- 1991: Изабран за члана Нејсмитове „Куће славних“.
- 1996: „Најсимтова награда за изузетан допринос“, коју додељује Типоф клуб из Атланте (САД).
- 1999: Национални орден лава, који додељује држава Сенегал.
- 2001: „Златни мајстор“, признање које додељује „Форум високе дирекције“ из Мадрида.
- 2001: Витез ордена Легије части, који додељује држава Француска.
- 2002: Орден заслуга СР Југославије.
- 2003: Златна плакета Олимпијског комитета Србије и Црне Горе.
- 2006: Олимпијски орден, који му је доделио председник МОК Жак Рог.
- 2007: Изабран за члана ФИБА „Куће славних“.
- 2010: Орден части са златним зрацима Републике Српске.
- 2011: „Мајска награда“ Спортског савеза Србије за животно дело.
- 2012: Специјално признање Спортског савеза Србије.
- 2015: ФИБА награда за животно дело.